# MASADA
MASADA（マサダ、1981年6月16日 - ）は、アメリカ合衆国のハードコアレスラー。
本名、ブリガム・ドーン（Brigham Doane）。テキサス州ウェーコ出身。
日本の大日本プロレスや米国のコンバット・ゾーン・レスリングを始め、アパッチプロレス軍、FREEDOMS、WMF、ROHなど、太平洋を股に掛けて様々なプロレス団体のマットに参戦。 長身ながらも素早い動きとハイフライ・ムーブを得意とし、ともに三つ編みにした長い髪の毛とアゴ髭を外観上の特徴としている。

## 略歴
プロレスラーとしてのデビューを行ったのは2004年のことで、同年の9月から大日本プロレスに自費留学で参戦。元々参戦の目的はプロレスを学ぶ為だったが、今は完全なる野蛮なハードコアキャラになり荒々しいファイトを展開することがしょっちゅうになった。とはいえ最近は実力もつき、成長がだんだん表に現れてきている。2008年1月6日に行われた桂スタジオ大会のメインイベントで、伊東竜二の所持するBJW認定デスマッチヘビー級王座のベルトに挑戦。ノーロープ有刺鉄線・火炎・レンガブロックなどを用いた得意のデスマッチで挑むが敗北。
大日本の別ブランドである横浜プロレスでは、大黒坊弁慶と「日米ナチュラルパワーズ」を結成。井上勝正、関本大介の「マッスルファクトリーズ」と熱戦を繰り広げている。ここまでの戦績は2戦し1勝1敗。2005年のある興行では、エディ・ゲレロの必殺技であった『スリーアミーゴス』に挑戦し、故人を偲んだ。
2009年にはIWAミッドサウスのキング・オブ・ザ・デスマッチ大会に初参戦し、タンクとコーポラル・ロビンソンを下して決勝に進出。遂にはネクロ・ブッチャーとサムタック・ジャックを下して優勝者の座を勝ち取った。 この年にはコンバット・ゾーン・レスリングを舞台にダニー・ハボックの保持下にあったCZWウルトラバイオレントアンダーグラウンド王座の奪取に挑戦。ガラスや有刺鉄線を用いたデスマッチを戦うも、失敗に終わった。
コンバット・ゾーン・レスリングのトーナメント・オブ・デスに初出場したのもこの年―2009年のことであった。 それは『リワインド』と題された番外の大会で、まず一回戦目でブレイン・ダメージを破り去り、続いて準決勝の一戦でニック・ゲージを下し、遂には決勝戦へと進出するも、サムタック・ジャックに下されたことで敗退という結果に終わった。 この年には更にウエストサイド・エクストリーム・レスリング(wXw)というプロレス団体への参戦とともにドイツに赴き、そのサタデー・レスリングというイベントを舞台に馴染みのドレイク・ヤンガーとサムタック・ジャックを相手に一戦を交え、ともに勝利を収めている。

## 得意技
スカルファッカ・バスター
後ろから片足を抱え込んで投げる変形のバックドロップ。
トラースキック
デスバレードライバー
WWEのジョン・シナが使うFUと同じ形の技である。
ツームストーン・パイルドライバー
キャメルクラッチ
竹串を突き刺す際にかける。片腕で顎を抱えながら竹串を突き刺す、刺さった竹串を自身の顎で押し付ける等を行う。
素手に火を付けての殴打
デスマッチアイテム
使用する凶器の種類が豊富なうえ使い方も独創的で、竹串を額に突き刺すムーブメントが代表である。トーナメント・オブ・デス：リワインドの決勝戦では、ロープにぶら下がった蛍光灯に椅子をぶつけて場外にいる対戦相手にその飛び散る破片で攻撃したり、サムタック・ジャックを相手に注射器を用いた攻防を展開するなど、非常に凄惨な場面をも見せた。

## 備考
- 全日本プロレス等で活躍しているMAZADA（こちらも「まさだ」）とは別人。大日本のタッグマッチで対戦したこともある。
- 2013年、CZWにて男女デスマッチで対戦したクリスティーナ・ヴォン・イーリーと婚約。発表当時クリスティーナはスターダムに来日中だった。
- リングネームの「MASADA」は日本語ではなくヘブライ語で、イスラエルにある要塞の名前から取ったとされる。[9]
- 2003年にはWWEのHeatにローカルレスラーとして、MASADAのリングネームで出場したことがある。その時の対戦相手はメイヴェンでMASADAが敗れている。